# 巴彦代区
巴彦代区（俄语：Баяндаевский район）是俄罗斯联邦伊尔库茨克州下辖的一个区，其行政中心为巴彦代。据2016年统计，该区的人口为11027人。